# Maechidius fissiceps
Maechidius fissiceps är en skalbaggsart som beskrevs av Macleay 1888. Maechidius fissiceps ingår i släktet Maechidius och familjen Melolonthidae. Inga underarter finns listade i Catalogue of Life.